# Alte Brücke (Francfort-sur-le-Main)
Pour les articles homonymes, voir Alte Brücke.
L’Alte Brücke est le plus vieux pont de Francfort et était jusqu'au milieu du XIXe siècle le seul pont en pierre sur le cours inférieur du Main. Du Moyen Âge jusqu'en 1914, il reliait la Fahrgasse dans le quartier de l'Altstadt à la Brückenstraße dans le quartier de Sachsenhausen. Depuis sa première évocation en 1222, le développement de la ville de Francfort a été indissociable de ce pont. Au cours des siècles, il a été au moins dix-huit fois détruit puis reconstruit.
L'actuel Alte Brücke, plus justement décrit comme le Neue Alte Brücke fut inauguré le 15 août 1926 par le maire de l'époque, Ludwig Landmann. Deux de ses, à l'origine, huit arceaux habillés de grès du Main furent détruits le 26 mars 1945. Après une reconstruction d'abord provisoire, la partie centrale fut remplacée par un pont en poutre-caisson en acier et le pont remis en service le 15 septembre 1965.